# یواس‌ان‌اس استالوارت (تی-ای‌جی‌اواس-۱)
یواس‌ان‌اس استالوارت (تی-ای‌جی‌اواس-۱) (به انگلیسی: USNS Stalwart (T-AGOS-1)) یک کشتی بود که طول آن ۲۲۴ فوت (۶۸ متر) بود. این کشتی در سال ۱۹۸۳ ساخته شد.